# Kym Barrett
Kym Barrett (Brisbane, 11 agosto 1965) è una costumista australiana nota per aver creato i costumi della trilogia di Matrix.

## Filmografia

### Cinema
- Romeo + Giulietta di William Shakespeare (Romeo + Juliet), regia di Baz Luhrmann (1996)
- Zero Effect, regia di Jake Kasdan (1998)
- Matrix (The Matrix), regia di Andy e Larry Wachowski (1999)
- Three Kings, regia di David O. Russell (1999)
- Titan A.E., regia di Don Bluth e Gary Goldman (2000)
- Pianeta rosso (Red Planet), regia di Antony Hoffman (2000)
- La vera storia di Jack lo squartatore - From Hell (From Hell), regia di Albert e Allen Hughes (2001)
- L'ultimo volo della Osiris (Final Flight of the Osiris), episodio di Animatrix, regia di Andrew R. Jones (2003)
- Matrix Reloaded (The Matrix Reloaded), regia di Andy e Larry Wachowski (2003)
- Matrix Revolutions (The Matrix Revolutions), regia di Andy e Larry Wachowski (2003)
- Gothika, regia di Mathieu Kassovitz (2003)
- Quel mostro di suocera (Monster-in-Law), regia di Robert Luketic (2005)
- Vizi di famiglia (Rumor Has It...), regia di Rob Reiner (2005)
- The Virgin of Juarez, regia di Kevin James Dobson (2006)
- Eragon, regia di Stefen Fangmeier (2006)
- The Children of Huang Shi, regia di Roger Spottiswoode (2008)
- Speed Racer, regia di Lana e Lilly Wachowski (2008)
- The Green Hornet, regia di Michel Gondry (2011)
- The Amazing Spider-Man, regia di Marc Webb (2012)
- Cloud Atlas, regia di Lana e Lilly Wachowski (2012)
- Jupiter - Il destino dell'universo (Jupiter Ascending), regia di Lana e Lilly Wachowski (2015)
- The Nice Guys, regia di Shane Black (2016)
- Paradise Beach - Dentro l'incubo (The Shallows), regia di Jaume Collet-Serra (2016)
- Aquaman, regia di James Wan (2018)
- Noi (Us), regia di Jordan Peele (2019)
- Charlie's Angels, regia di Elizabeth Banks (2019)
- Tremila anni di attesa (Three Thousand Years of Longing), regia di George Miller (2022)

### Televisione
- Jane the Virgin – serie TV, episodio 1x01 (2014)
- Will – serie TV, episodio 1x01 (2017)

### Videogiochi
- Enter the Matrix (2003)

## Riconoscimenti
- AFI Awards
  - 2008 - Candidatura ai migliori costumi per The Children of Huang Shi
- Critics' Choice Movie Awards
  - 2013 - Candidatura ai migliori costumi per Cloud Atlas
- Deutscher Filmpreis
  - 2013 - Candidatura ai migliori costumi per Cloud Atlas
- Satellite Awards
  - 2002 - Candidatura ai migliori costumi per La vera storia di Jack lo squartatore - From Hell
  - 2012 - Candidatura ai migliori costumi per Cloud Atlas
- Saturn Awards
  - 1997 - Candidatura ai migliori costumi per Romeo + Giulietta di William Shakespeare
  - 2000 - Candidatura ai migliori costumi per Matrix
  - 2002 - Candidatura ai migliori costumi per La vera storia di Jack lo squartatore - From Hell
  - 2004 - Candidatura ai migliori costumi per Matrix Revolutions
  - 2013 - Candidatura ai migliori costumi per Cloud Atlas
  - 2019 - Candidatura ai migliori costumi per Aquaman